# Noční autobus (kniha)
Noční autobus (švédsky Den skrattande polisen) je čtvrtým dílem z desetidílné série Románů o zločinu s hlavním hrdinou, policejním komisařem Martinem Beckem od švédské autorské dvojice Maj Sjöwallová – Per Wahlöö. Ve Švédsku byla kniha poprvé vydána v roce 1968, český překlad vyšel o šest let později. V románu se poprvé v sérii objevuje kritika nedostatků švédského sociálního státu, kterou posléze nalézáme i v dalších dílech série. Román byl v USA oceněn cenou Edgar, jako nejlepší detektivní román roku. Jde o první neanglicky psané dílo, kterému se dostalo tohoto vyznamenání.

## Název
Český překlad názvu je odlišný od originálního, který by se dal přeložit jako Smějící se policista; jedná se o název písně na gramofonové desce, kterou Martin Beck dostane od své dcery jako vánoční dárek.

## Děj

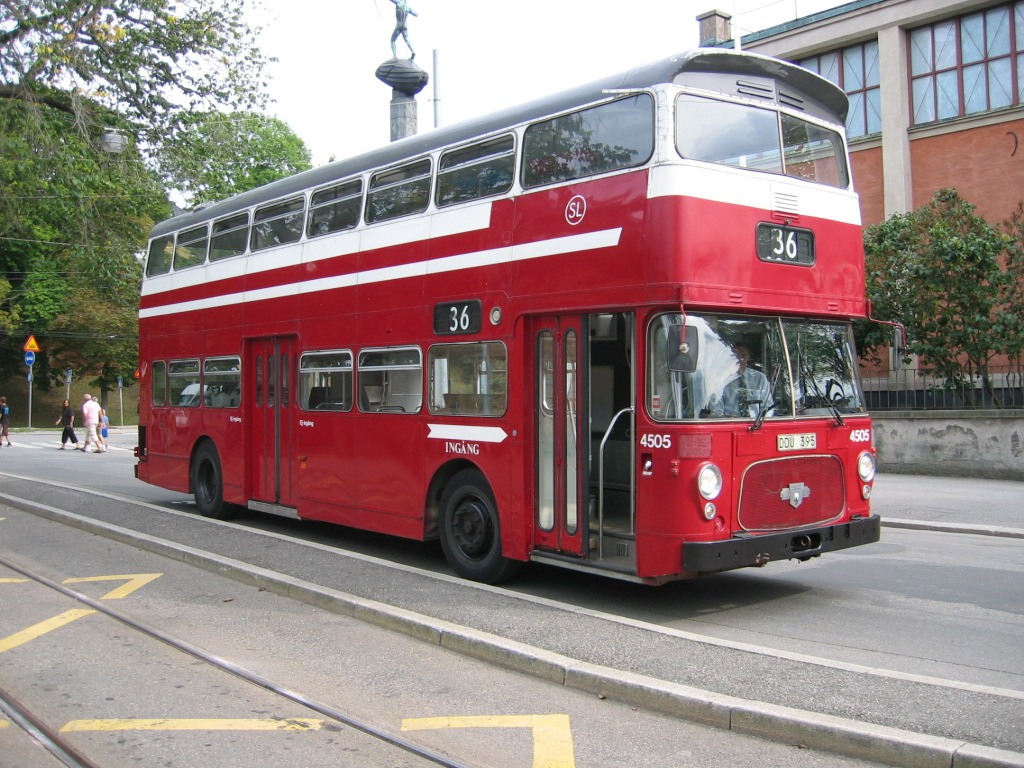
Místo zločinu: patrový autobus Leyland Atlantean.

Muž se samopalem Suomi postřílí v autobuse městské hromadné dopravy osm lidí a jednoho těžce zraní. Jedním ze zabitých je i kriminální asistent Åke Stenström, mladý Beckův kolega ze stockholmské kriminálky. Martin Beck a jeho tým vyšetřovatelů mají podezření, že masová vražda je pouze zástěrka, a že jedinou obětí, o kterou vrahovi skutečně šlo, je právě Stenström.
Z nalezených poznámek v psacím stole mladého kriminalisty vyjde najevo, že se ve svém volném čase pokoušel objasnit šestnáct let starou vraždu portugalské prostitutky. Martinu Beckovi je jasné, že pokud se jim podaří vyřešit tento starý případ, objasní tím i masovou vraždu v autobuse. Že vyšetřování nakonec skončí úspěchem je ale hlavně zásluhou poznatků ze Stenströmových zápisků, dle nichž byl benjamínek sboru vrahovi na stopě, a tomu nezbývalo než se ho zbavit. Lze tedy říci, že Åke Stenström svůj poslední velký případ, který ho stál v devětadvaceti letech život, nakonec vyřešil.

## Filmová adaptace
V roce 1973 byl natočen podle románu natočen americký film Smějící se policajt s Walterem Matthauem v hlavní roli komisaře Becka, který se zde ovšem jmenuje „Jake Martin“. Dějiště se přesunulo do San Francisca a i děj byl mírně upraven.